# Leopold Daschl
Leopold Daschl (5. května 1854 Gobelsburg – 22. dubna 1942 Gobelsburg) byl rakouský politik německé národnosti z Dolních Rakous, na přelomu 19. a 20. století poslanec Říšské rady.

## Biografie
Byl majitelem nemovitostí v Gobelsburgu.
Byl politicky činný. Od roku 1908 do roku 1919 zastával funkci starosty rodného Gobelsburgu, kde již od roku 1892 zasedal v obecní radě. Byl předsedou okresního silničního výboru a členem okresní školské rady. Zasedal též jako poslanec Dolnorakouského zemského sněmu. Zvolen sem byl v roce 1902 coby křesťansko sociální kandidát za kurii venkovských obcí, obvod Krems.
Byl i poslancem Říšské rady (celostátního parlamentu Předlitavska), kam usedl v doplňovacích volbách roku 1897 za kurii venkovských obcí v Dolních Rakousích, obvod Krems, Gföhl atd. Nastoupil místo Ernsta Verganiho. Mandát zde obhájil i v řádných volbách roku 1901. Ve volebním období 1897–1901 se uvádí jako Leopold Daschl, majitel hospodářství, bytem Gobelsburg.
V doplnňovacích volbách roku 1897 i ve volbách roku 1901 kandidoval do Říšské rady za Křesťansko-sociální stranu.